# Diego Figueiredo
Diego Ribeiro Figueiredo (Franca, 23 de julho de 1980) é um violonista e guitarrista brasileiro. 

## Biografia
Diego cresceu em uma família que aprecia música: a avó materna tocava piano e o pai toca violão. Cursou por alguns meses o Conservatório de Tatuí, no interior de São Paulo.
Diego Figueiredo é um músico brilhante que conserva a tradição da verdadeira essência da música brasileira e ao mesmo tempo consegue ser extremamente virtuoso, moderno e inovador.  
Além da guitarra e do violão, Diego também estudou piano e contrabaixo. Diego executa guitarra, baixo, viola, percussão e bandolim, participou em vários discos como instrumentista.
Em junho de 2001, Diego Figueiredo conquistou o segundo lugar no Prêmio Visa de Música Brasileira e foi finalista do Prêmio Icatu Hartford, no Rio de Janeiro. Foi premiado duas vezes (2005 e 2007) no Festival de Jazz de Montreux, fato inédito a um músico brasileiro em uma premiações do gênero em nível mundial. É considerado um dos principais guitarristas da atualidade, sendo elogiado por músicos como George Benson, Paulo Bellinati, Guinga, Roberto Menescal, Hermeto Pascoal, Al Di Meola, Pat Metheny.
Com a canção "Marry Me a Little", Diego foi indicado, juntamente com a cantora francesa Cyrille Aimée, ao Grammy Awards de 2020 na categoria “Melhor Arranjo Instrumental com Acompanhamento de Voz”. A canção faz parte do álbum “Move On: A Sondheim Adventure”, lançado em 2019.

## Discografia
- 1999 - Diego Figueiredo Group
- 2004 - Segundas Intenções
- 2006 - Autêntico
- 2007 - El Colibri
- 2007 - Hojas Secas
- 2008 - Dadaiô
- 2008 - Standards
- 2009 - Ao Vivo
- 2009 - Brazilian Accent
- 2009 - Smile (com Cyrille Aimée)
- 2009 - Vivência
- 2010 - Zibididi
- 2011 - Just the of us
- 2011 - Vale de lobos
- 2012 - Tempos bons
- 2013 - Chorinho
- 2014 - The Best Of Diego Figueiredo VOL I
- 2015 - Duô
- 2015 - The Best Of Diego Figueiredo VOL II
- 2016 - Broken Bossa
- 2017 - Violões Contemporâneos
- 2019 - Organic
- 2019 - Come Closer
- 2019 - Amizade